# Presunção (teologia)
Segundo o entendimento católico, presunção (expectativa presunçosa da graça) é um pecado contra o Espírito Santo: descreve o pecado presunçoso contra os mandamentos de Deus baseado na ideia de que a graça de Deus leva ao perdão de todos os pecados, sem exceção. Um praesumptuosus, portanto, peca na falsa expectativa de que Deus já lhe perdoará seus pecados e que ele pode, portanto, desobedecer aos mandamentos de Deus e quebrá-los à vontade. Quem peca presumindo que a penitência posterior será perdoada também é culpado de praesumptio.
Orígenes, que superestimou a graça de Deus a tal ponto que até previu a salvação do diabo, é frequentemente citado como exemplo de praesumptio.
Segundo Tertuliano, Deus deu ao homem o medo ( timor ) como proteção contra o praesumptio: “ Timor fundamentum salutis est, praesumptio impedimentum timoris ”.  (O medo é a base da salvação, mas a autoconfiança é um obstáculo ao medo.) Tertuliano também aponta para a exagerada autoconfiança de Simão, o Mago, que "acalentava tal praesumptio em suas artes que ele próprio tirava as almas dos profetas do submundo". 
Muito medo, porém, leva ao pecado irmão da presunção, o desespero.
Gaufredus Babion resume isto na seguinte frase: “Spes sine timore praesumptio est; timor sine spe desespero est." (Esperança sem medo é presunção, medo sem esperança é desespero.)